# Космос-1532
Космос-1532 је један од преко 2400 совјетских вјештачких сателита лансираних у оквиру програма Космос.
Космос-1532 је лансиран са космодрома Плесецк, СССР, 13. јануара 1984. Ракета-носач Сојуз је поставила сателит у орбиту око планете Земље. Маса сателита при лансирању је износила 6700 килограма. Космос-1532 је био осматрачки сателит.